# 동남극

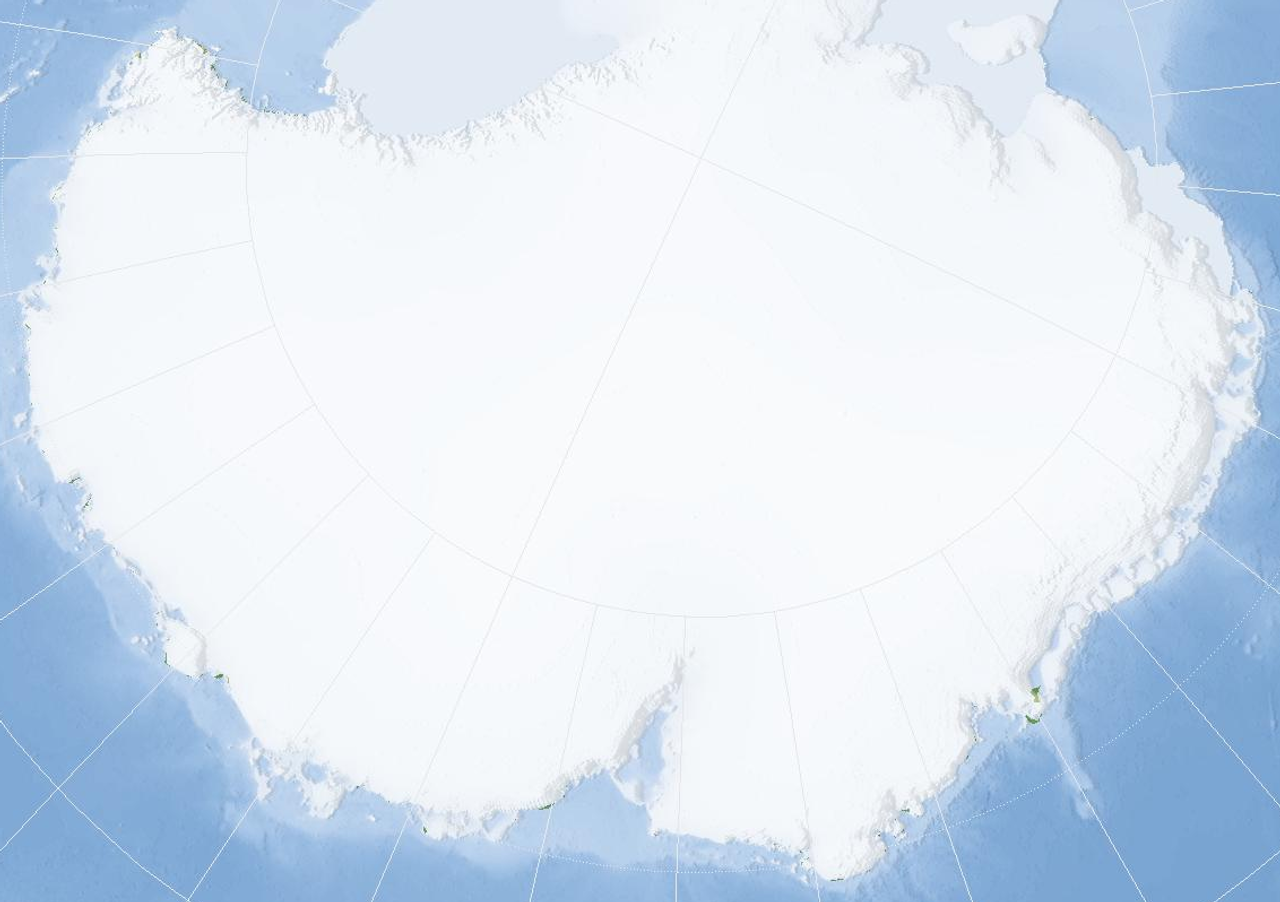
동남극

동남극(東南極) 또는 대남극(大南極)은 남극 대륙에서 남극 횡단 산지의 인도양 쪽을 말한다. 코츠랜드, 퀸모드랜드, 엔더비랜드, 맥로버트슨랜드, 윌크스랜드, 빅토리아랜드로 이루어져 있다. 대부분이 동반구에 속한다. 트랜스악틱 산맥은 남극대륙을 불균등한 크기의 두 지역으로 나누는데, 보다 넓은 면적의 동쪽 부분을 동남극이라고 부르며 서쪽 부분을 서남극이라고 부른다.

## 같이 보기
- 남극
- 서남극